# Herzogin Elisabeth Hospital

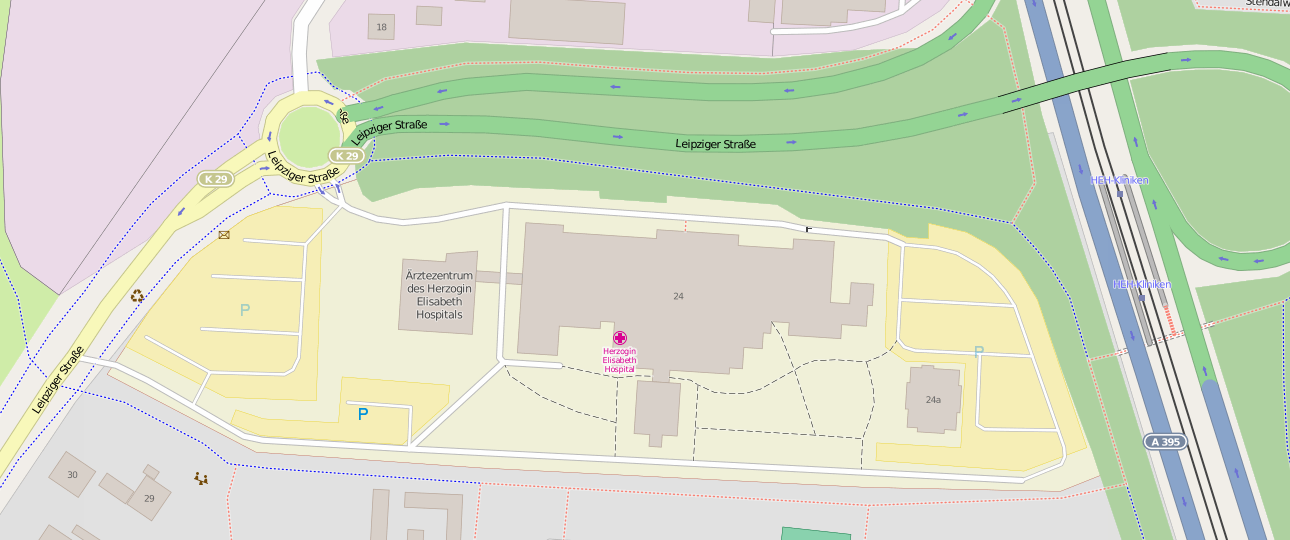
Kartenausschnitt Herzogin Elisabeth Hospital in Braunschweig-Melverode

Die Einrichtung Herzogin Elisabeth Hospital (oder kurz HEH-Kliniken oder HEH) wurde am 4. Juni 1909 auf Betreiben der namensgebenden Herzogin Elisabeth (1854–1908) und des damaligen Stadtrates Max Jüdel als „Herzogin-Elisabeth-Heime (Landeskrüppel-, Heil- und Pflegeanstalt)“ gegründet. Betrieben wird das Krankenhaus von der „Stiftung Herzogin Elisabeth Hospital“ und bietet neben modernen medizinischen Einrichtungen auch therapeutische Betreuung und patientenorientierte Pflege.

## Geschichte
Der erste leitende Arzt der Einrichtung war Hans Schlee (1871–1944). Anfangs wurden je fünf Plätze für männliche und weibliche Personen im Alter von 0 bis 14 Jahren vorgehalten. Schlee war Spezialarzt für Chirurgie und Orthopädie. Zusätzlich gab es zwei Pfleger sowie eine Haushälterin. Es gab einen Operationssaal, Gerätschaften zur Medikomechanik, eine orthopädische Werkstatt sowie ein Röntgenlabor und eine schulische Ausbildung für die Patienten, der durch eine Volksschullehrerin erteilt wurde.
Ein Gebäude der ersten Einrichtung wurde zunächst als Blindenerziehungsanstalt genutzt, die von einer durch Heinrich Lachmann gegründeten Stiftung betrieben wurde. 1921 wurde das Anstaltsgebäude an das Herzogin-Elisabeth-Heim verpachtet. Die Stiftung des bürgerlichen Rechts, die das 1909 gegründete Herzogin Elisabeth Heim ins Leben gerufen hatte, zog im selben Jahr in dieses Gebäude ein. Die Einrichtung kümmerte sich insbesondere um Kinder und Jugendliche aus dem Herzogtum Braunschweig. Die Stiftung bezog ihr Gründungskapital aus dem Vermächtnis der Herzogin Elisabeth, Gemahlin des mecklenburgischen Herzogs Johann Albrecht, sowie aus Spenden des Industriellen Max Jüdel und aus Mitteln des Landes. Bis zum Umzug 1921 war die Stiftung in der orthopädisch-chirurgischen Praxis des leitenden Arztes in der Jasperallee Nr. 85 untergebracht. Im Jahr 1935 wurde das Heim in ein allgemeines Krankenhaus umgewandelt. 1941 wurden die Räume des ehemaligen Herzog-Wilhelm-Blindenasyls in der Husarenstraße 78 und 79 zur Erweiterung angemietet. Die Grundstücke wurden 1958 von der Stiftung erworben und in den 1970er Jahren mit einem Erweiterungsbau bebaut. Da der Platz noch immer nicht ausreichte, wurde 1974 in Melverode in der Leipziger Straße 24 ein Neubau errichtet. In diesen Gebäudekomplex wurde bis zum Jahr 2007 der gesamte Krankenhausbetrieb verlagert. Die ehemaligen Gebäude des Herzogin Elisabeth Hospitals wurden ab 2008 nach Neu- und Umbauten durch das DRK-Seniorenzentrum weitergenutzt.
Das Herzogin Elisabeth Hospital arbeitet eng mit dem Medizinischen Versorgungszentrum für diagnostische Radiologie und Nuklearmedizin an der Kurt-Schumacher-Straße in Braunschweig zusammen. Am 1. November 2011 wurde die interne MRT-Abteilung des HEH an das Partnerunternehmen übergeben.

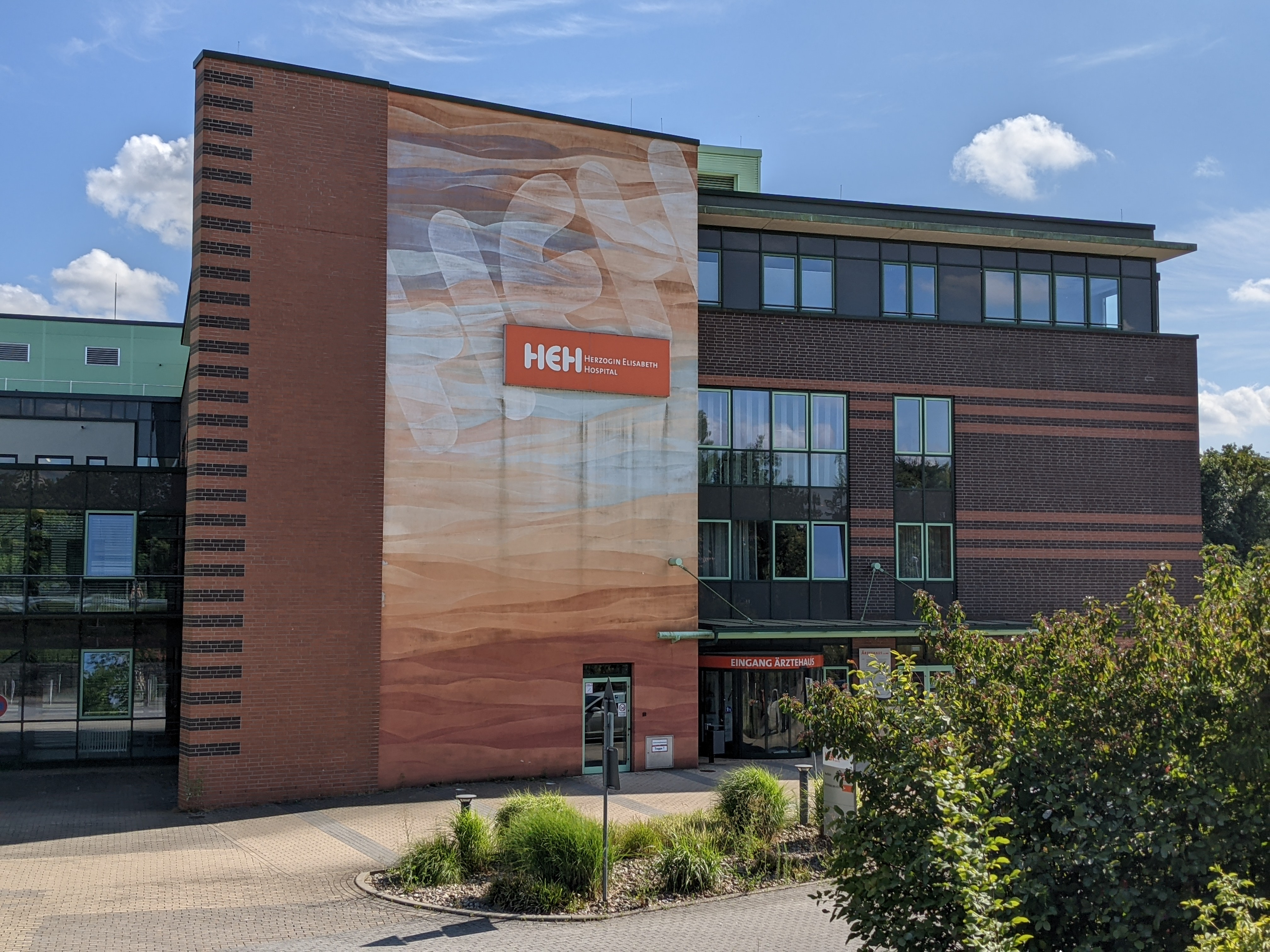
Eingang zum Ärztehaus am Herzogin Elisabeth Hospital in Braunschweig

Im Juni 2012 wurden in einem dem HEH angegliederten Neubau ein Ärztehaus und ein Operationszentrum im Herzogin Elisabeth Hospital eröffnet. Diese bieten zwei ambulante Operationssäle, eine Einrichtung zur Computertomografie, Angiografie und Arztpraxen unterschiedlicher Fachrichtungen.
Das Herzogin Elisabeth Hospital wurde 2017 im Rahmen eines Projektes der Weltgesundheitsorganisation mit dem Status „Silber“ ausgezeichnet.

## Einrichtungen
| Kliniken für - Orthopädie - Chirurgie - Gefäßchirurgie - Anästhesiologie und Intensivmedizin - Allgemeinmedizin - Geriatrie | Zentren für - Endoprothetik - Adipositas - Darmkrebs - Interdisziplinäre Schmerztherapie - Schilddrüsenerkrankung - Ambulante Operationen - Fuß- und Sprunggelenkchirurgie - Gefäßmedizin | Weitere Einrichtungen - Operationsmanagement - Physiotherapie - Hygiene - Qualitätsmanagement - Gesundheits- und Pflegeschule - Ärztehaus am Herzogin Elisabeth Hospital |